# MOBO Awards
I Music Of Black Origin Awards (MOBO), istituiti nel 1996 da Kanya King, si tengono ogni anno nel Regno Unito per riconoscere artisti di qualsiasi nazionalità che presentano musica afroamericana.
Per la prima volta nella sua storia, la premiazione 2009 si è tenuta nella città di Glasgow, in Scozia. La cerimonia si è tenuta a Londra sin dal suo lancio nel 1995.

## Premi

### 2004
La nona cerimonia annuale dei MOBO Awards si è svolta il 30 settembre 2004 presso la Royal Albert Hall di Londra ed è stata trasmessa dalla BBC. Lisa Maffia ha vinto il premio nella categoria UK Garage Act, vincendo Dizzee Rascal e The Streets. La controversia riguardava la rimozione degli artisti Vybz Kartel ed Elephant Man dalla categoria "Best Reggae Act" per omofobia e incitamento all'omicidio.

### 2006
Nel 2006 i padroni di casa erano Coolio e Gina Yashere. Quell'anno, le categorie World Music e Jazz furono sospese per la prima volta, con il ritorno di quest'ultimo l'anno successivo. Beyoncé Knowles è stata fischiata per non essere apparsa all'evento, nonostante avesse vinto tre premi. Corinne Bailey Rae ha vinto il premio Best UK Newcomer. Il rapper britannico Akala ha vinto nella categoria Best Hip Hop Act, battendo artisti come Kanye West, 50 Cent e The Game.

### 2007
I premi del 2007 sono stati trasmessi in diretta dalla BBC Three alla O2 Arena di Greenwich, Londra, e gli ospiti erano Shaggy e Jamelia. Shaggy ha aperto la serata con un miscuglio di successi, tra cui It Wasn't Me, Mr Bombastic e Angel. La cerimonia ha visto molte altre presentazioni. T-Pain si è esibito sul palco insieme a Yung Joc, mentre anche Craig David e Kano si sono esibiti sul palco. Altri artisti come Ne-Yo, Mutya Buena e Robin Thicke hanno anche loro cantato alla O2 Arena. Amy Winehouse ha eseguito due canzoni e ha vinto il premio Best UK Female.

### 2009
L'evento di quest'anno si è svolto presso lo Scottish Exhibition and Conference Centre di Glasgow, in Scozia. Questa è la prima volta che i premi non si tengono a Londra. La premiazione si è svolta mercoledì 30 settembre 2009.